# Claustula fischeri
Claustula fischeri — вид грибів, що належить до монотипового роду Claustula.

## Поширення
Зростає на ґрунті в моху у Південній Новій Зеландії.